# Horst Stottmeister
Horst Stottmeister (* 7. ledna 1948 Stendal, NDR) je bývalý východoněmecký zápasník, volnostylař, mistr Evropy a vicemistr světa.
Dvakrát startoval na olympijských hrách, v obou případech obsadil 4. místo. V roce 1972 startoval v kategorii do 82 kg, v roce 1976 v kategorii do 90 kg. Třikrát, v roce 1971, 1973 a 1975, vybojoval stříbro na mistrovství světa. V roce 1970 a 1975 vybojoval zlato, v roce 1973 stříbro, v roce 1974 bronz a v roce 1969 páté místo na mistrovství Evropy.